# Фаніс Катер'яннакіс
Теофаніс (Фаніс) Катер'яннакіс (грец. Θεοφάνης (Φάνης) Κατεργιαννάκης, нар. 16 лютого 1974, Салоніки) — колишній грецький футболіст, що грав на позиції воротаря.
Виступав, зокрема, за клуби «Аріс» та «Олімпіакос», а також національну збірну Греції. У складі збірної — чемпіон Європи.

## Клубна кар'єра

### «Етнікос Пілаяс»
Народився 16 лютого 1974 року в місті Салоніки. Розпочав свою кар'єру в команді «Етнікос Пілаяс» з рідного міста. У сезоні 1992/93 «Етнікос» з Катер'яннакісом на воротах провів хороший сезон, підвищившись в Четвертий дивізіон. Після цього Фаніс отримав пропозицію від «Аріса», від якого не відмовився.

### «Аріс Салоніки»
Влітку 1994 року Катер'яннакіс підписав контракт з «Арісом», і в сезоні 1997/98 добре зарекомендував себе, ставши першим воротарем. Також він допоміг команді досягти підвищення в грецький Перший дивізіон. У наступному сезоні він вніс великий внесок у вихід «Аріса» в Кубок УЄФА, в тому числі відбив пенальті від найкращого бомбардира чемпіонату, Деміса Ніколаїдіса. У матчі 27 січня 2002 року між «Олімпіакосом» і «Арісом» Катер'яннакіс зробив безліч сейвів після ударів Стеліоса Яннакопулоса, Александроса Александріса, Предрага Джорджевича і Крістіана Карамбе, завдяки чому клуб з Салоніків виграв з рахунком 1:0 в Афінах, і це був єдиний програний домашній матч «Олімпіакоса», який в тому сезоні виграв Перший дивізіон. Після цього матчу кілька команд намагалися запропонувати новий контракт Катер'яннакісу.

### «Олімпіакос Пірей»
Влітку 2002 року «Олімпіакос» підписав з Катер'яннакісом контракт на 2 роки, він став другим воротарем після Дімітріоса Елефтеропулоса. Катер'яннакіс виграв чемпіонат Греції з «Олімпіакосом» в сезоні 2002/03, після тривалої конкуренції з Елефтеропулосом він отримав можливість проявити себе, коли останній отримав травму під час матчу з «Панатінаїкосом». Катер'яннакіс, ставши першим воротарем, допоміг своїй новій команді виграти 7 матчів грецької ліги поспіль, пройти відбір до Ліги чемпіонів та вийти у фінал кубку Греції, де суперником був АЕК. У наступному сезоні тренер Олег Протасов заявив, що як Катер'яннакіс, так і Елефтеропулос були найкращими воротарями першої команди «Олімпіакоса».

### «Кальярі»
Після перемоги Греції на Євро-2004 «Олімпіакос» вирішив придбати легендарного воротаря Антоніоса Нікополідіса. Після цього трансферу Елефтеропулоса підписав італійський клуб «Мессіна», а Катер'яннакіса — інший італійський клуб з Серії А, «Кальярі». У попередньому сезоні «Кальярі» виграла Серію B, і в сезоні 2004/05 Катер'яннакіс познайомився в «Кальярі» з такими гравцями, як Давід Суасо і Джанфранко Дзола, разом з якими він допоміг клубу добре сезон на високому 12 місці.

### «Іракліс»
2005 року Катер'яннакіс став гравцем іспанської «Севільї», але до основної команди не пробився і незабаром підписав контракт на 2 роки з «Іраклісом», який в міжсезоння закупив багато відомих гравців, таких як італієць Джузеппе Сіньйорі. Катер'яннакіс тут зустрівся з Георгіосом Георгіадісом, товаришем по збірній Греції на тріумфальному Євро-2004. У тому ж році «Іракліс» фінішував на 4-му місці в грецькому Першому дивізіоні, отримавши право на виступ у Кубку УЄФА.

### «Кавала»
Влітку 2008 року Катер'яннакіс підписав контракт з «Кавалою» з грецького Другого дивізіону і допоміг команді завоювати 3-е місце після «Атромітоса» та ПАСа, що допомогло клубу вперше за 10 років вийти в грецьку суперлігу. Катер'яннакіс підтвердив реноме надійного воротаря і пропустив найменше голів у сезоні 2008/09. Влітку 2009 року до складу «Кавали» приєднався інший гравець, з яким Фаніс виграв Євро-2004 — Васіліс Лакіс.
17 лютого 2010 року Катер'яннакіс з «Кавалою» через 6 років знову дійшов до півфіналу кубка Греції, пройшовши «Паніоніос». У цій грі «Кавала» зустрілася з «Арісом», командою, в якій Катер'яннакіс дебютував як професіонал. «Кавала» посіла шосте місце у грецькій Суперлізі, ставши відкриттям сезону 2009/10. 16 січня 2011 року Катер'яннакіс замінив на 69-й хвилині Хав'єра Лопеса Вальєхо в матчі проти «Панатінаїкоса» на Олімпійському стадіоні в Афінах, таким чином «Кавала» стала його другим клубом за кількістю виступів. Катер'яннакісом також цікавився кіпрський футбольний клуб «Анортосіс», але його команда відмовилася від продажу воротаря. Влітку 2011 року Катер'яннакіс і «Кавала» вирішили розірвати контракт після 3 років, проведених ним в клубі. Незабаром після цього воротар завершив професійну ігрову кар'єру.

## Виступи за збірну
1999 року дебютував в офіційних іграх у складі національної збірної Греції в матчі проти збірної Болгарії, замінивши Антоніоса Нікополідіса.
У складі збірної був учасником чемпіонату Європи 2004 року у Португалії, здобувши того року титул континентального чемпіона. Проте, на чемпіонаті Фаніс не провів жодної гри, всі шість матчів відстояв Нікополідіс.
Протягом кар'єри у національній команді, яка тривала 6 років, Катер'яннакіс провів у формі головної команди країни лише 6 матчів.

## Титули і досягнення

### Командні
- Чемпіон Греції (1):

«Олімпіакос»: 2002–03
- Чемпіон Європи (1):

Греція: 2004

### Особисті
- Найкращий воротар Бета Етнікі: 2009